# Martin Matúš
Martin Matúš (* 9. března 1982, Žilina) je slovenský fotbalový útočník. Který je momentálně bez angažmá.

## Fotbalová kariéra
Svoji fotbalovou kariéru začal v MŠK Žilina. Mezi jeho další kluby patří: FK REaMOS Kysucký Lieskovec, FC Rimavská Sobota, Metal Skałka Żabnica, Podbeskidzie Bielsko-Biała, Ruch Radzionków a FK Dukla Banská Bystrica.
V roce 2013 působil v třetiligovém slovenském týmu ŠK Kremnička, odkud v červenci odešel na testy do polského celku Podbeskidzie Bielsko-Biała. Sezonu 2013/14 odehrál v Dunajské Strede.
V létě 2014 odešel do MFK Frýdek-Místek.